# Mélodie (prénom)
Pour les articles homonymes, voir Mélodie (homonymie).
Mélodie est un prénom féminin.

## Étymologie
Le prénom Mélodie vient du mot grec "melōidia" qui signifie chant.

## Variantes linguistiques
Il existe les variantes Mélodine et Melody .

## Saints patrons
À défaut de sainte Mélodie, ce prénom peut être fêté le 1er octobre avec Romain le Mélode, hymnographe et poète byzantin, le 22 octobre avec Élodie, le 23 octobre avec Ode par parenté phonétique, ou le 14 décembre avec Odile. 

## Personnalités portant ce prénom
- Mélodie Lesueur (1990), coureuse cycliste française
- Mélodie Richard (active depuis 2010), actrice française.
- Mélodie Daoust (1992), joueuse canadienne de hockey sur glace et analyste sportive.
- Mélodie Chataigner (1988), patineuse artistique française.
- Mélodie Hurez (1994), footballeuse française.
- Mélodie Vachon Boucher (1982), autrice de bande dessinée.
- Mélodie Zhao (1994), pianiste classique suisse d'origine chinoise.
- Mélodie Nakachian (1982),